# Eglingen
Eglingen je francouzská obec v departementu Haut-Rhin v regionu Grand Est. V roce 2018 zde žilo 368 obyvatel.

## Poloha obce
Sousední obce jsou: Balschwiller, Carspach, Hagenbach a Saint-Bernard.

## Vývoj počtu obyvatel
Počet obyvatel